# Peloribates clavatus
Peloribates clavatus är en kvalsterart som först beskrevs av Ewing 1909.  Peloribates clavatus ingår i släktet Peloribates och familjen Haplozetidae. Inga underarter finns listade i Catalogue of Life.